# Reinsdorf (Moßbach)
Reinsdorf ist ein Ortsteil von Moßbach im Saale-Orla-Kreis in Thüringen.

## Geografie
Reinsdorf liegt östlich und Moßbach westlich der Bundesautobahn 9. Die Orte sind aber miteinander durch eine Unterführung der Bundesautobahn gut erreichbar. Der in einer muldenartigen Hochebene des Südostthüringer Schiefergebirges befindliche Weiler ist mit seiner Gemarkung dreiseitig mit Wald und  auch einigen Teichen umgeben. Nachbardörfer sind Chursdorf und Krölpa bei Auma.

## Geschichte
Der Weiler Reinsdorf wurde am 3. Mai 1344 urkundlich erstmals genannt. 1442 wurde die Elsa von Mosen mit dem Vorwerk und einer Mühle belehnt. 1557 erwähnte man einen Vertreter der Müllerfamilie in Reinsdorf. Die Mühle war mit Mahl- und Ölmühle (Holzstampfen) ausgestattet. 1970–1980 nutzte die LPG die Räume als Lagerraum und 1989 fackelte die Feuerwehr im Rahmen einer Übung die baufällige Mühle ab.  Moßbach und sein Ortsteil Reinsdorf beherbergen 425 Bewohner. Die vom Klima und Boden begünstigten Ertragsbedingungen waren Voraussetzung für das Leben auf dem Lande. Die Bauern gingen auch den Weg der Landwirtschaft in Ostdeutschland und orientierten sich nach der Wende neu.